# 愛知芸術文化センター事件
愛知芸術文化センター事件（あいちげいじゅつぶんかセンターじけん）とは、1994年に発覚した愛知県の汚職事件である。

## 概要

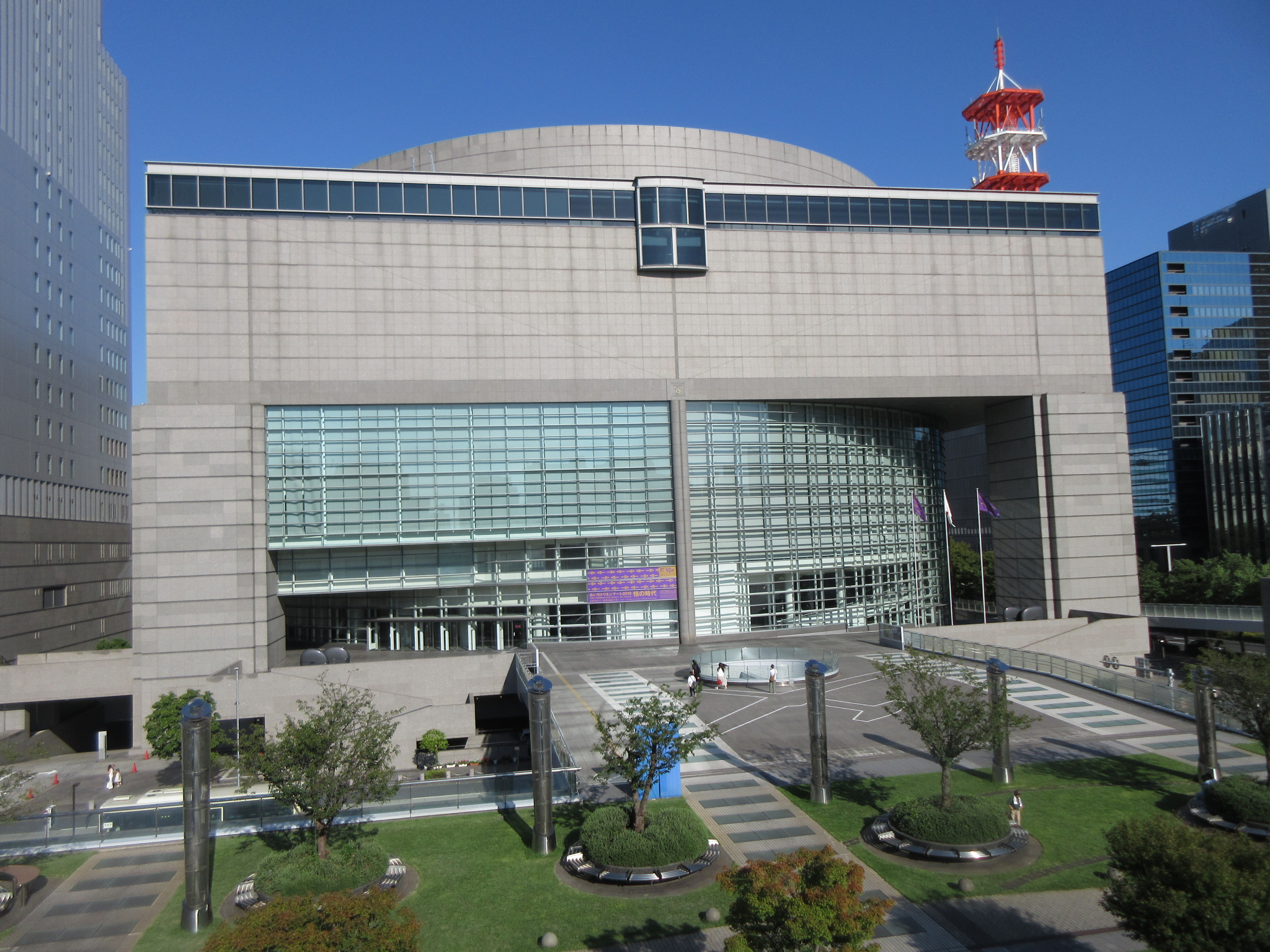
愛知芸術文化センター

奥田信之愛知県副知事は1991年12月27日と1992年2月28日に愛知県庁副知事秘書室で大成建設名古屋支店副支店長と同支店営業第一部長から愛知芸術文化センター建築工事の設計変更契約の謝礼と将来も愛知県発注の工事で有利な取り計らいをしてもらう趣旨で1000万円ずつ計2000万円を受け取った。奥田副知事は部長が専決処分できる公共事業を除いて、主に大規模な建築工事の指名競争入札の指名業者の選定や請負契約の締結等に関連して知事を補佐する等の職務権限を持っていた。
1994年5月29日に奥田副知事が収賄罪、大成建設社員2人が贈賄罪でそれぞれ逮捕されたことで事件が公となった。奥田副知事は愛知県に辞表を提出したが、3人が同年6月17日に起訴されたことを受け、愛知県は辞表を受理せずに解職処分とした。鈴木礼治愛知県知事は監督責任を認め、月額給料を3ヶ月2分の1とすることとした。また6月20日に愛知県庁は公共事業を発注する建築、土木、農地林務、企業庁の四部庁は指名審査会を開き、大成建設名古屋支店に対し2年間の指名停止処分を決定した。また、東海地方主要自治体でも大成建設への最長2年間から2か月間の指名停止処分が決定した。
裁判で奥田の弁護側は自宅新築で大成建設側から申し出た建築費が当初の4000万円から6000万円に膨らんだための補填名目で渡されたとして、賄賂性を否認した。
同年11月18日に名古屋地裁は奥田に対して懲役2年6ヵ月、大成建設社員2人に対して懲役2年の有罪判決を言い渡し、確定した。2000万円については「奥田被告は新築した自宅は最高のグレードのもとで、自らの建築費は4000万円しかないのに当初から6000万円相当はかかると同被告、大成側とも知っていた。2000万円もの値引きは社会的相当性の範囲を超えた不法な賄賂だったことは明らか」として賄賂性を認めた。
また奥田副知事の逮捕後から愛知芸術文化センターに関して約30億円の設計変更契約や1990年夏における人件費等の高騰から多額の赤字が予想されたために、愛知県に工事単価アップを要請されたことを受けた業者への赤字補填ではないかという疑惑が浮上。愛知県は赤字補填疑惑を否定したが、愛知県民らは1994年12月に住民訴訟を起こした。2003年7月18日に住民と奥田信之元愛知県副知事と当時の愛知県総務部次長と県に工事を働きかけた寺西学愛知県議と大成建設を幹事会社とする9社によるJVとの間で、元県幹部ら3人は疑惑について遺憾の意を示す文言が入り、JVは正規の手続きを経ない変更によって生じたとされる追加分の一部10億円（大成建設など大手6社が計9億5250万円、地元3社が計4750万円）を解決金として支払うことで和解が成立した。